# Helminthostachys zeylanica
Helminthostachys zeylanica is een varen uit de addertongfamilie (Ophioglossaceae). Het is een terrestrische varen uit Zuidoost-Azië en Australië met geneeskrachtige eigenschappen, ook wel bekend als 'Kamraj', 'Tukod-langit' en 'Pokok Tunjuk Langit'.

## Naamgeving enetymologie
- Synoniemen: Osmunda zeylanica L. (1753), Botrychium zeylanicum (L.) Sw. (1800), Helminthostachys dulcis Kaulf. (1822), H. crenata Presl (1845), H. integrifolia Presl (1845)

De botanische naam Helminthostachys is een samenstelling van Oudgrieks ἕλμινς, helmins (worm) en στάχυς, stachus (aar), naar de vorm van de sporenaar. De soortaanduiding zeylanica betekent 'van Ceylon' (Sri Lanka).

## Kenmerken
Helminthostachys zeylanica is een tot 40 cm hoge, groene of paars aangelopen varen met een dikke, vlezige en kruipende rizoom met eveneens vlezige wortels. Elke plant bestaat uit één blad met twee componenten, één groot samengesteld onvruchtbaar deel, de trofofoor, en één vruchtbare sporofoor, die ingeplant zijn op een gemeenschappelijke, tot 30 cm lange vlezige steel.
De trofofoor is tot 30 cm lang, handvormig samengesteld, de tot 10 deelblaadjes zittend, ovaal tot lancetvormig, met spitse top, de randen gaaf of licht getand, met een duidelijke middennerf en vertakte zijnerven.
De sporofoor is een lang gesteelde, groene tot bruine lijnvormige sporenaar met korte, dicht met sporendoosjes en fertiele lobjes bezette zijtakjes, en steekt ver boven het blad uit.

## Habitat
Helminthostachys zeylanica is een terrestrische varen die vooral groeit in open moerassen en in zandige of modderige rivieroevers, van 200 to 1000 m hoogte.

## Voorkomen
De soort komt voor in Zuidoost-Azië (India, Sri-Lanka, China, Japan, de Filipijnen, Maleisië en Indonesië) en in Australië, Nieuw-Guinea, Nieuw-Caledonië en de Salomonseilanden.

## Toepassingen
De wortels van Helminthostachys zeylanica bevatten een tiental verschillende flavonoïden, organische en stikstofvrije verbindingen die een belangrijke rol spelen in de plantenstofwisseling. Het zijn krachtige antioxidanten, die bij de mens essentieel zijn voor de stofwisseling van vitamine C en in het handhaven van de integriteit van de capillairwanden, en die tevens kankerremmende eigenschappen bezitten.
In China worden de wortels, die bekendstaan als 'Di wu gong', gebruikt als medicijn. De wortels van wilde varens worden verzameld in het natte seizoen in juli-augustus.
In Maleisië worden de bladen van de plant gedroogd en gerookt als behandeling tegen neusbloedingen.
Botrychium (Maanvaren) · Botrypus · Cheiroglossa · Helminthostachys · Japanobotrychium · Mankyua · Ophioderma · Ophioglossum (Addertong) · Sceptridium